# Mayetiola hordei
Mayetiola hordei là một loài côn trùng gây hại ở Tunisia.